# Смазочные масла
Смазочные масла — жидкости, используемые в качестве смазочных материалов.
По составу делятся на нефтяные масла и синтетические масла, а также полусинтетические;
По назначению делятся на:
- моторные масла (устар. автол)
- масла для двухтактных бензиновых двигателей
- трансмиссионные масла (устар. нигрол)
- индустриальные масла
- реактивные масла
- рабочие жидкости для автоматических коробок передач (также смазывают АКПП)
- рабочие жидкости для гидравлических усилителей рулевого управления (также смазывают детали гидроусилителя)
- смазочно-охлаждающие эмульсии для металлорежущих станков
- и другие…